# 東区役所前駅
東区役所前駅（ひがしくやくしょまええき）は、北海道札幌市東区北13条東8丁目にある、札幌市営地下鉄東豊線の駅である。駅番号はH05。

## 歴史
- 1988年（昭和63年）12月2日：栄町駅 - 豊水すすきの駅間開業に伴い、設置[1][2]。
  - 着工前の仮称は「美香保駅」だった[3]。
- 2017年（平成29年）2月8日：可動式ホーム柵が稼働開始。

## 駅構造
北13条北郷通に平行して、東8丁目・篠路通（通称：北光線）との交点の下に位置する。1面2線の島式ホームである。
出入口は4ヶ所あり、地上へのエレベーターは4番出入口への通路の途中に設置されている。1番出入口以外はすべて駅の西側にある。東区役所へは4番出入口が最寄り。

### のりば
| ホーム | 路線   | 行先                     |
| ------ | ------ | ------------------------ |
| 1      | 東豊線 | さっぽろ・大通・福住方面 |
| 2      | 東豊線 | 栄町方面                 |

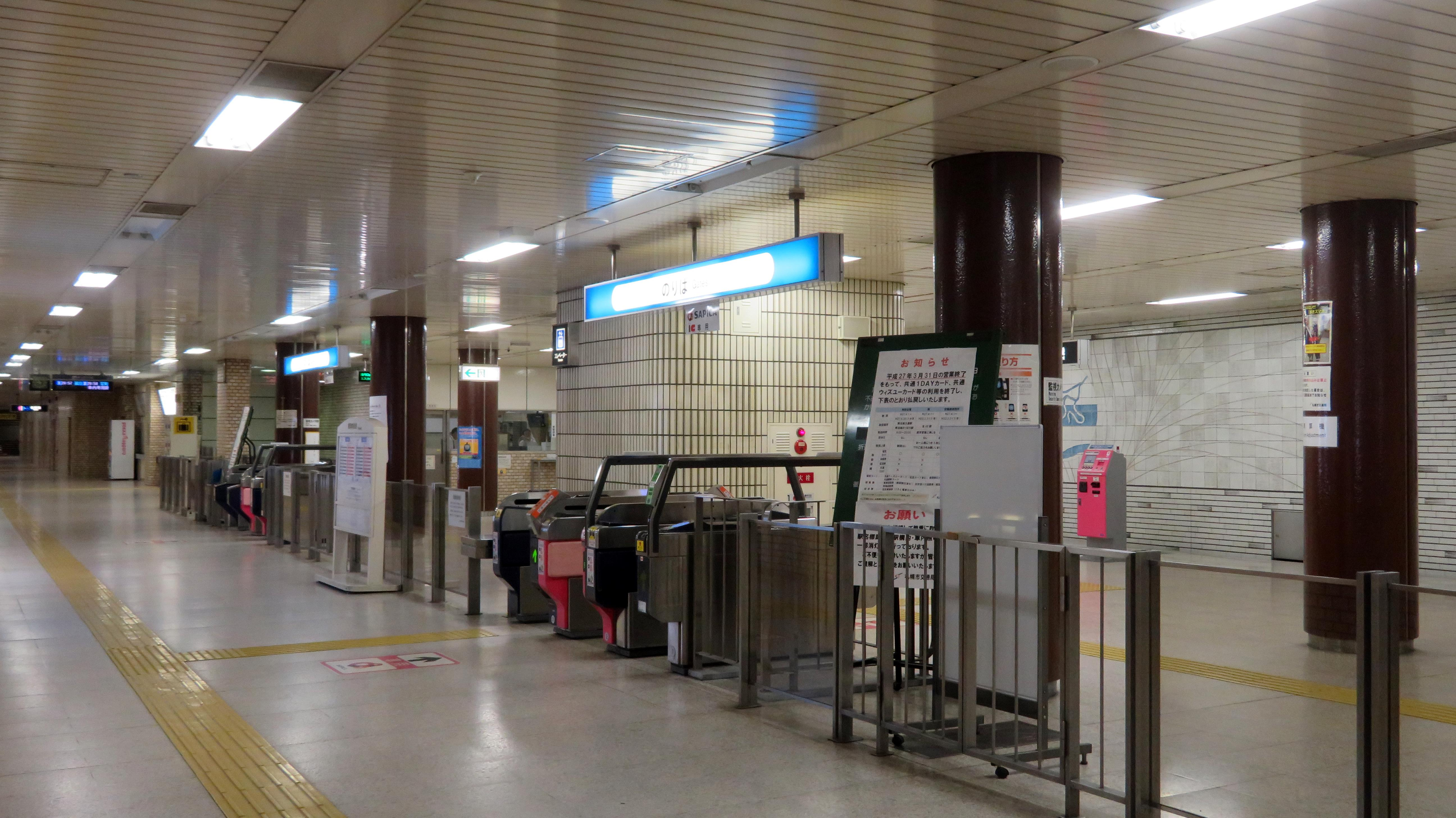
改札口
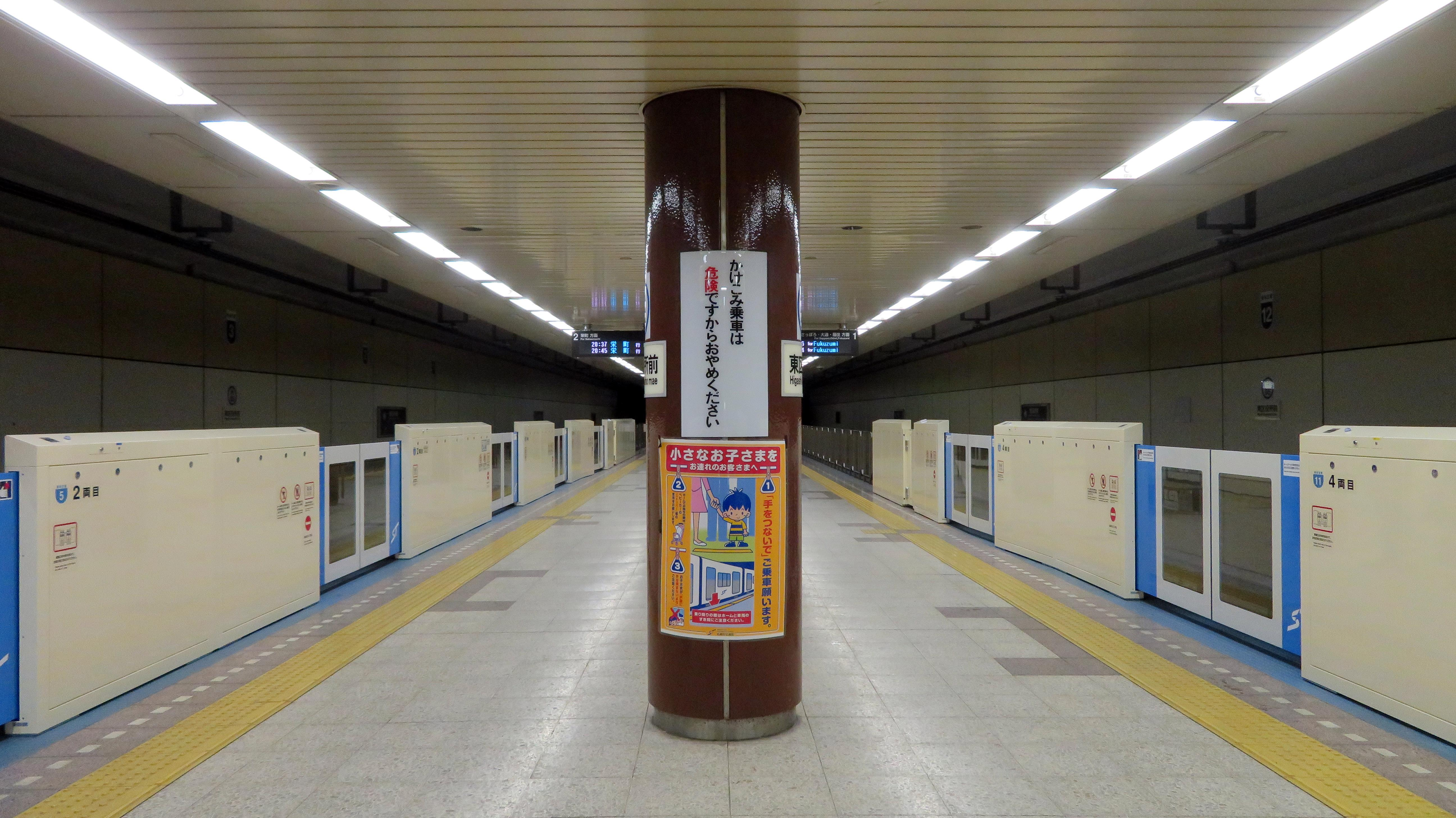
ホーム
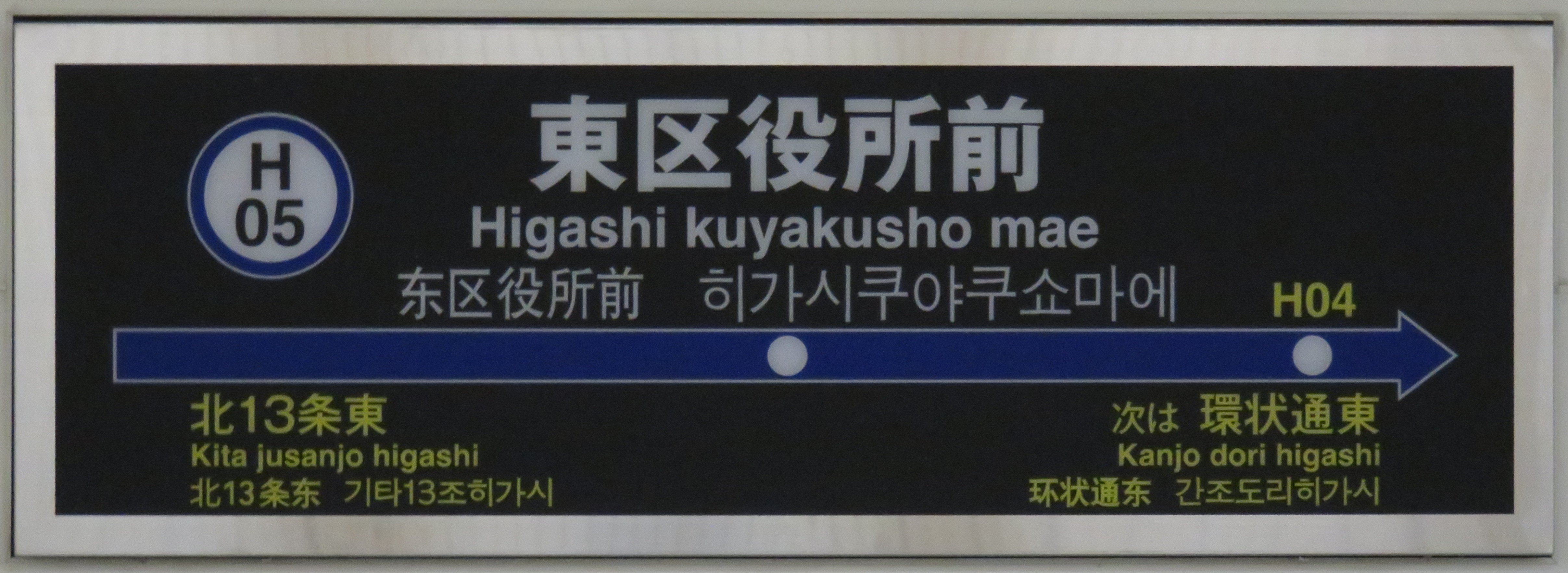
駅名標

## 利用状況
札幌市交通局によると、2022年度の1日平均乗車人員は7,798人であった。
近年の1日平均乗車人員の推移は以下のとおりである。
| 年度               | 1日平均 乗車人員 | 出典  |
| ------------------ | ---------------- | ----- |
| 2003年（平成15年） | 7,882            | [ 5 ] |
| 2004年（平成16年） | 7,902            | [ 5 ] |
| 2005年（平成17年） | 7,962            | [ 5 ] |
| 2006年（平成18年） | 7,990            | [ 5 ] |
| 2007年（平成19年） | 7,895            | [ 5 ] |
| 2008年（平成20年） | 8,060            | [ 5 ] |
| 2009年（平成21年） | 7,982            | [ 5 ] |
| 2010年（平成22年） | 8,124            | [ 5 ] |
| 2011年（平成23年） | 7,979            | [ 6 ] |
| 2012年（平成24年） | 8,247            | [ 6 ] |
| 2013年（平成25年） | 8,618            | [ 6 ] |
| 2014年（平成26年） | 8,813            | [ 6 ] |
| 2015年（平成27年） | 9,023            | [ 6 ] |
| 2016年（平成28年） | 9,187            | [ 7 ] |
| 2017年（平成29年） | 8,848            | [ 7 ] |
| 2018年（平成30年） | 8,879            | [ 8 ] |
| 2019年（令和元年） | 8,743            | [ 8 ] |
| 2020年（令和02年） | 6,619            | [ 9 ] |
| 2021年（令和03年） | 7,025            | [ 9 ] |
| 2022年（令和04年） | 7,798            | [ 9 ] |

## 駅周辺
駅名の通り東区役所が至近にある。また、付近は住宅のほか商業施設や私立学校等も多い。
- 札幌市東区役所[4]
- 東警察署北十二条交番[4]
- 札幌北九条郵便局[4]
- 美香保郵便局[4]
- 北海道信用金庫光星支店
- 北洋銀行光星支店
- 北陸銀行苗穂支店
- 札幌市東保健センター[4]
- セレスタ札幌（旧ショッピングセンター光星）
- メディカルセンター光星
- マックスバリュ光星店
- JR生鮮市場北10条店
- スポーツデポ光星店
- ゴルフ5光星店
- 札幌大谷学園[4]
  - 札幌大谷大学
  - 札幌大谷短期大学
  - 札幌大谷中学校・高等学校
  - 札幌大谷幼稚園
- 札幌光星学園[4]
  - 札幌光星中学校・高等学校
- 札幌市立北光小学校[4]
- 札幌市立美香保中学校[4]
- 札幌市立美香保小学校[4]
- 札幌市立苗穂小学校[4]
- DCM光星店
- サッポロビール園
- アリオ札幌

## バス路線
4番出入口にバス待合所が併設されているが、バスターミナルやバス発着場の設備はない。
2024年（令和6年）12月の平日1日あたり、スクールバス等の非公示便を除く発着便数は189便。
2025年（令和7年）4月1日現在。すべての路線が北海道中央バス。
路線詳細は、東17・東19（・新千歳空港行）は札幌北営業所、その他は札幌東営業所を参照。
バス待合所側
- 東17 北光線・東19 北光北口線：北49条東3丁目
- ビ61 丘珠線：中沼小学校通
- ビ68 伏古札苗線：豊畑・モエレ沼公園
- B 新千歳空港連絡バス：新千歳空港

2番出入口側
- 東65 伏古・北13条線：東営業所、札幌駅北口

3番出入口側
- ビ61 丘珠線・ビ68 伏古札苗線：サッポロビール博物館
- 東17 北光線：バスセンター
- 東19 北光北口線：札幌駅北口

## その他
- 駅スタンプは東区役所前駅のイニシャルHの中に旧札幌製糖会社工場（サッポロビール博物館）が描かれている[12]。
- 改札向かって左側のシャッターは昔光星学園内に出入り口を作れないかと市に求められたが学園が拒否したことにより閉鎖されたという逸話が存在する。これが実現していれば駅名は光星学園前だった可能性がある[13]。

## 隣の駅
札幌市営地下鉄
 東豊線
環状通東駅 (H04) - 東区役所前駅 (H05) - 北13条東駅 (H06)